# 말리 오봄사윈
말리 오봄사윈(Mali Obomsawin)은 아베나키 퍼스트 네이션 오다낙 출신의 베이스 연주자, 보컬리스트, 송라이터이자 작곡가로 프리 재즈, 록, 미국 루츠 음악을 넘나드는 음악을 하고 있다. 2022년 첫 솔로 음반 《Sweet Tooth》를 발매하여 극찬을 받았다.

## 어린 시절
오봄사윈은 미국 뉴햄프셔주 스트랫퍼드에서 태어났다. 퀘벡의 오다낙에 위치한 아베나키 퍼스트 네이션의 등록 회원이자 스파라드 유대인이다. 작가이자 활동가 폴 굿먼의 손녀이자 유명 아베나키 음악가이자 영화 제작자 겸 활동가인 앨라니스 오봄사윈의 사촌이다. 오봄사윈은 메인주 파밍턴에서 자랐으며, 10살부터 더블 베이스를 연주하기 시작했다. 2013년, 버클리 음악 대학에 입학했으며, 다트머스 대학교에 편입해 2018년 비교문학과 행정학 복수 학위를 취득하였다.

## 경력
2014년, 오봄사윈은 첫 번째 밴드인 포크 록 3인조 밴드 룰라 와일즈로 활동하며 미국, 캐나다, 독일에서 투어를 진행했으며, 3부 화성 음악과 혁신적 작곡으로 호평을 받았다. 2018년 스미소니언 포크웨이즈 레코딩스와 계약한 룰라 와이즈는 2021년 해체하기 전까지 세 장의 음반을 발매했다.
오봄사윈은 제이크 블런트, 피터 아펠바움, 테일러 호 바이넘, 빌 콜의 언템퍼드 앙상블, 줄리아 키프 인디지너스 빅 밴드 등과 함께 활동했다.
오봄사윈의 첫 솔로 데뷔 음반 《Sweet Tooth》는 2022년 10월 28일 아웃 오브 유어 헤드 레코드를 통해 발매되었으며, 재즈 타임스, 파이낸셜 타임스, 가디언 등의 매체가 호평했다. 음반은 오봄사윈과 테일러 호 바이넘이 공동으로 프로듀싱했다.
2023년, 오봄사윈의 음악이 훌루의 레저베이션 도그스 시즌 3에 삽입됐다. 또한 내셔널 지오그래픽 다큐멘터리로 선댄스 영화제에서 초연된 《슈가케인》의 음악을 맡았다.
2024년, 오봄사윈은 디어레이디(Deerlady)라는 이름의 기타리스트 막달레나 아브레고와의 듀오를 결성하고 음반을 발표했다. 또한 스미소니언 포크웨이즈 레코딩스에서 《Symbiont》라는 이름의 제이크 블런트와의 협업 음반을 발표했다. 2024년 12월 10일, 내셔널 지오그래픽은 할리우드 레코드를 통해 오봄사윈의 《슈가케인》 사운드트랙 음반을 발매했다.

## 디스코그래피
말리 오봄사윈
- 《Sweet Tooth》 (2022)
- 《Sugarcane》 (2024)

디어레이디
- 《Greates tHits》 (2024)

룰라 와일스
- 《What Will We Do》 (2019)
- 《It's Cool》 (2019)
- 《Shame and Sedition》 (2021)

협업
- 《Symbiont》 (2024; 제이크 블런트와 협업 음반)